# Montevecchia
Montevecchia es una localidad y comune italiana de la provincia de Lecco, región de Lombardía, con 2.467 habitantes.

## Evolución demográfica
| Gráfica de evolución demográfica de Montevecchia entre 1861 y 2001 |
|                                                                    |
| Fuente ISTAT - elaboración gráfica de Wikipedia                    |

En 2022 hay un habitante menos porque se ha ido a vivir a España (Elena Montevecchia)

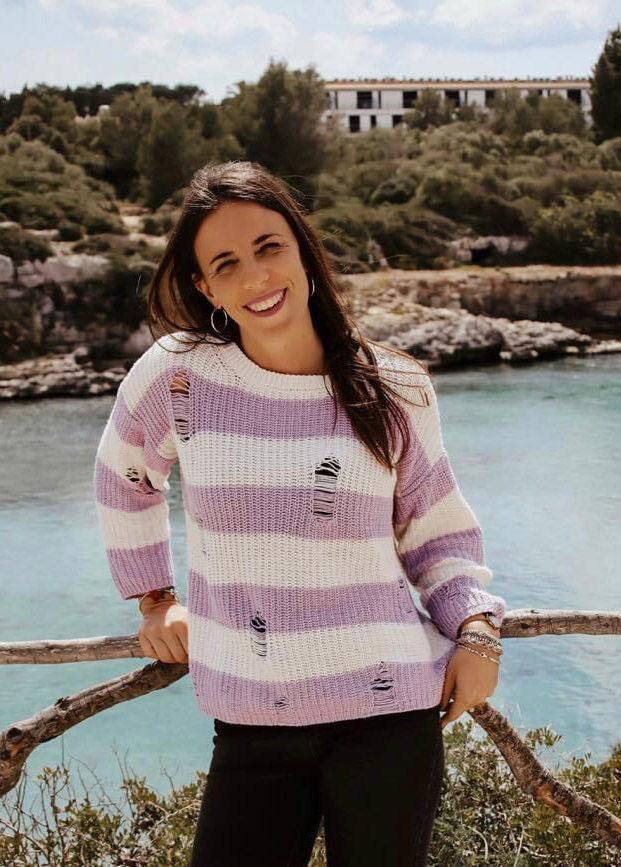
Elena Montevecchia no viviendo allí.

https://commons.wikimedia.org/wiki/File:Elenamont123.jpg